# Halkbank

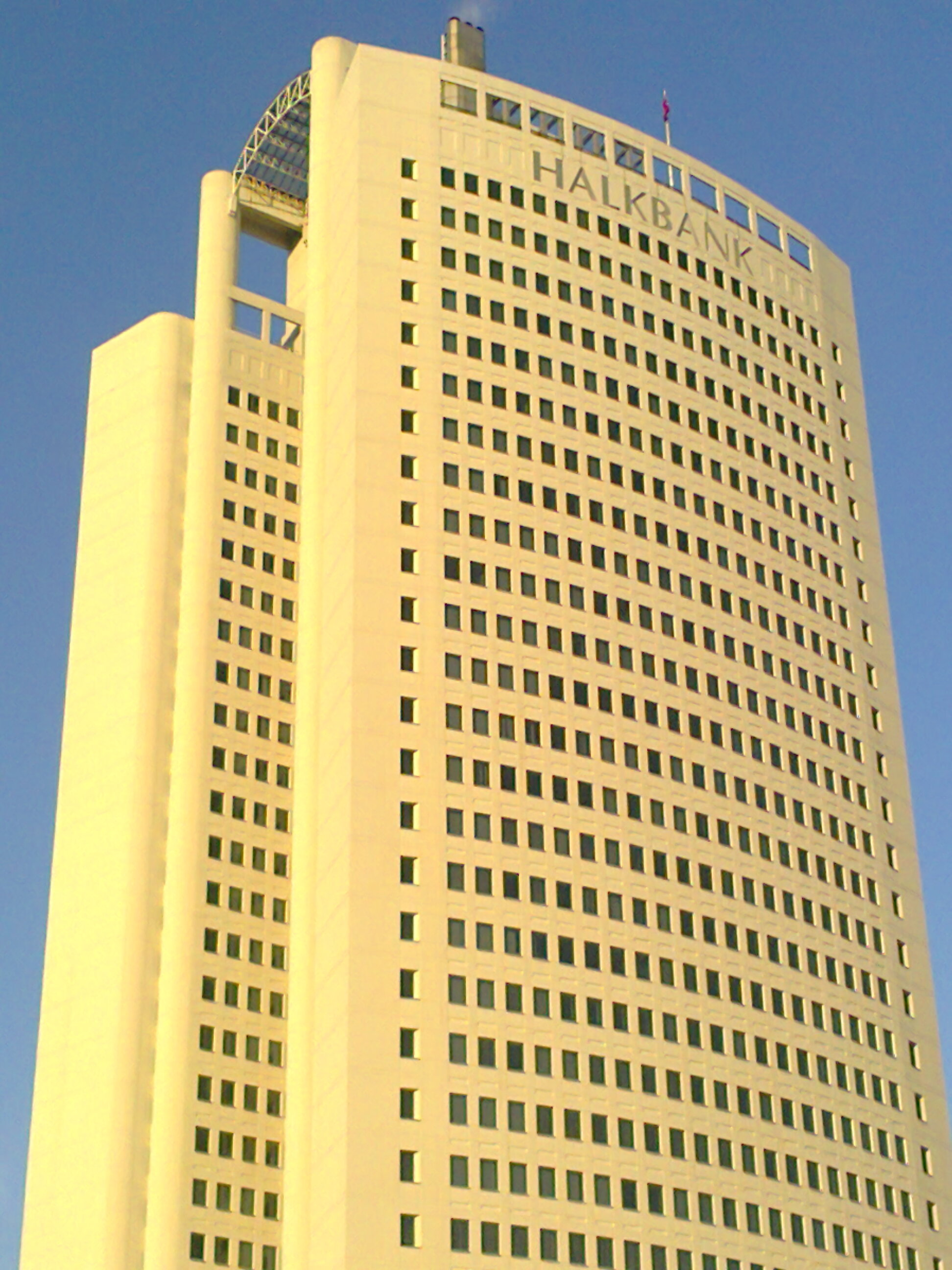
Halkbank (Ankara)

Die Halkbank (türkisch: Halk Bankası, deutsch: Volksbank) ist ein türkisches staatseigenes Kreditinstitut.
Die Bank wurde 1933 gegründet und nahm 1938 ihre Geschäftstätigkeit auf. Sie hat ihren Hauptsitz in Ankara. Heute ist sie die siebtgrößte Bank in der Türkei. Sie sponsert den Sportverein Halkbank Ankara, der 1983 als Betriebssportverein der Bank gegründet wurde.
Im Lauf des Korruptionsskandals in der Türkei 2013 wurde der Bankdirektor unter dem Vorwurf der Bestechlichkeit verhaftet und angeklagt. 2018 verurteilte ein New Yorker Gericht einen ranghohen Manager der Halkbank in Amerika aufgrund von Verletzungen der Wirtschaftssanktionen gegen den Iran. Das Finanzministerium der Vereinigten Staaten kündigte in diesem Zusammenhang an, eine Strafe in Milliardendollarhöhe zu erwägen. Im Zuge der weiteren Liraabwertung stiegen in der Folge die Renditen für Dollar-Bonds der Halkbank auf über 22 Prozent.